# 부산아쿠아리움

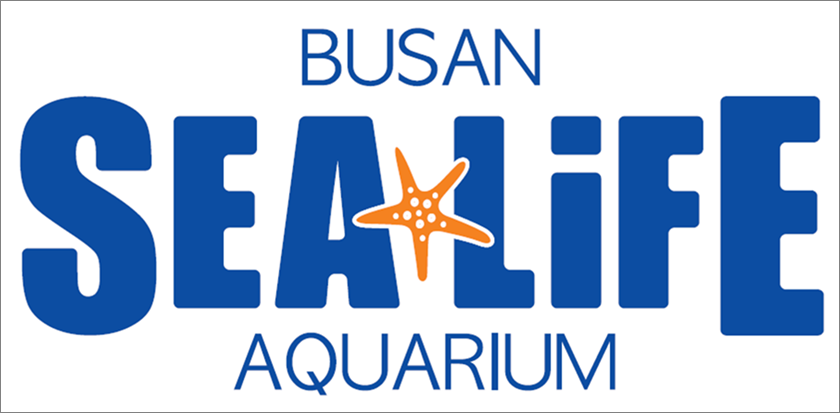
SEA LIFE 부산아쿠아리움 로고

부산아쿠아리움은 부산광역시 해운대구 해운대해변로 266 (중동)에 위치한 해양동물원이다.
한국에서 최대길이인 80m 해저 터널이 있다.

## 연혁
- 2001년 11월 7일 개장
- 2011년 11월 7일 개장 10주년[1]
- 2014년 7월 1일 SEA LIFE 부산아쿠아리움으로 리브랜딩[2]